# Terapus manni
Terapus manni är en skalbaggsart som beskrevs av Hinton 1945. Terapus manni ingår i släktet Terapus och familjen stumpbaggar. Inga underarter finns listade i Catalogue of Life.